# Mohamed Seif Elnasr
Mohamed Seif Elnasr (ur. 5 września 1983 w Kairze) – egipski siatkarz grający na pozycji środkowego; reprezentant Egiptu.

## Kariera klubowa
Od początku swojej kariery gra w egipskim klubie Zamalek Sporting Club. Wygrał z nim dwa razy afrykański Puchar Mistrzów Klubowych (w 2008 i 2009 roku). Jako klubowy mistrz Afryki wraz ze swoim klubem brał udział w Klubowych Mistrzostwach Świata.

## Kariera reprezentacyjna
- 2007 – Liga Światowa
- 2008 – Liga Światowa
- 2008 – Igrzyska Olimpijskie
- 2009 – Puchar Wielkich Mistrzów
- 2010 – Liga Światowa